# Бараны (фильм)
«Бараны» (исл. Hrútar) — кинофильм режиссёра Гримура Хаконарсона, вышедший на экраны в 2015 году. Лента выдвигалась от Исландии на премию «Оскар» за лучший фильм на иностранном языке, однако не была номинирована.

## Сюжет
Братья Гумми и Кидди, лучшие овцеводы в округе, уже 40 лет не разговаривают друг с другом. После того, как баран, выращенный Кидди, выигрывает традиционный конкурс, Гумми из зависти хочет узнать, что же в нём такого, и обнаруживает у животного все симптомы почесухи. Власти, узнав об этом, выпускают распоряжение забить всех овец в окрестности и провести полную дезинфекцию помещений. Это становится шоком для всех животноводов района, многие из которых становятся банкротами. Кидди, во всём винящий брата, впадает в отчаяние и уходит в запой. Гумми же, как кажется, подчиняется закону и выполняет все распоряжения санитарных служб. Никто не знает, что в своём подвале он укрывает несколько отборных животных...

## В ролях
- Сигурдур Сигурйонссон — Гумми
- Теодор Юлиуссон — Кидди
- Шарлотта Бёвинг — Катрин
- Йон Бенониссон — Рунольфур
- Гуннар Йонссон — Гримур
- Свейн Олафур Гуннарсон — Бьярни

## Награды и номинации
- 2015 — приз программы «Особый взгляд» (Гримур Хаконарсон).
- 2015 — приз «Золотой колос» и приз имени Пилар Миро за лучший режиссёрский дебют на Вальядолидском кинофестивале.
- 2015 — приз «Серебряная лягушка» кинофестиваля Camerimage (Стурла Брандт Грёвлен).
- 2015 — приз «Золотой Александр» кинофестиваля в Салониках.
- 2015 — номинация на премию Европейской киноакадемии за лучший европейский фильм (Гримур Хаконарсон, Гримар Йонссон).
- 2015 — участие в конкурсной программе Индийского кинофестиваля.
- 2016 — 11 премий «Эдда»: лучший фильм, лучший режиссёр (Гримур Хаконарсон), лучший сценарий (Гримур Хаконарсон), лучший актёр (Сигурдур Сигурйонссон), лучший актёр второго плана (Теодор Юлиуссон), лучшая операторская работа (Стурла Брандт Грёвлен), лучший монтаж (Кристьян Лодмфьорд), лучшие костюмы (Маргрет Эйнарсдоттир, Олёф Бенедиктсдоттир), лучший грим (Кристин Кристьянсдоттир), лучшие декорации (Бьярни Масси), лучший звук (Хульдар Фрейр Арнарсон, Бьорн Викторссон). Кроме того, лента получила две номинации: лучшая музыка (Атли Эрварссон), лучшие визуальные эффекты (Александер Шепелерн, Кристиан Предут Нита).
- 2017 — номинация на премию «Бодиль» в категории «Streaming Award».